# Agricolândia
Agricolândia is een gemeente in de Braziliaanse deelstaat Piauí. De gemeente telt 5.094 inwoners (schatting 2009).